# Juncus aemulans
Juncus aemulans är en tågväxtart som beskrevs av Frederik Michael Liebmann. Juncus aemulans ingår i släktet tåg, och familjen tågväxter. Inga underarter finns listade i Catalogue of Life.